# Bring It Up
"Bring It Up", também conhecida como "Bring It Up (Hipster's Avenue)", é uma canção gravada por James Brown. Foi lançada como single em 1967 e alcançou o número 7 da parada R&B e número 29 da parada Pop. Também aparece no álbum James Brown Sings Raw Soul. Um versão sem edições da canção foi lançada no box set de 1991 Star Time.
Performances ao vivo da canção aparecem nos álbuns Live at the Garden e Live at the Apollo, Volume II.